# 亞利安6號運載火箭
阿丽亚娜6号运载火箭是一款正在由阿丽亚娜集团以欧洲空间局的名义研发的一次性使用运载系统。按计划将替代同为阿丽亚娜火箭家族中的阿丽亚娜5号运载火箭。关于本型火箭，公开陈述的研发动机是将发射成本减半，并加倍每一年的发射能力（从6次增加到12次）。
阿丽亚娜6号运载火箭被设计为包含以液氢/液氧发动机驱动的两级火箭。第一级所使用的是一款基于阿丽亚娜5号火神发动机的改进型，第二级则使用新设计的胜利发动机（Vinci Engine）。大部分的初始起飞推力是由捆绑于第一级上的固体火箭助推器提供的：二具或四具基于织女星火箭使用的P80增大而来的P120（分别为62和64构型）。
相对于另一款全固体推进的设计，此设计的理念更加收到青睐，并由欧洲空间局于2014年12月确认中标。跟进设计阶段于2015年完成，并在2016年进入细节上的设计。2019年5月，阿丽亚娜空间下达了一笔生产订单。首次试飞原定于2020年，但是之后遇到的数个延迟将时间节点推迟。2022年10月17日首次完成垂直总装，计划2023年发射。2024年7月9日完成首飞，由于二级发动机三次点火失败，致使部分载荷未能成功入轨。

## 概述
阿丽亚娜6号运载火箭共设计有两种构型：
- 阿丽亚娜62（A62）构型，捆绑有两具P120固体火箭助推器，预计起飞重量约为530吨（117万英磅），主要用于政府与科学相关载荷发射[14]。该构型的GTO有效载荷可以达到5吨（11000英磅），LEO有效载荷可以达到10,350（22,820磅）。[4]
- 阿丽亚娜64（A64）构型，捆绑有四具P120固体火箭助推器，预计起飞重量约为850吨（187万英磅）[15]，主要用于一箭两星的商业任务[14]，GTO有效载荷可以达到11.5吨（25400英磅）[4]，LEO有效载荷可以达到21.5吨（47400英磅）[4]。与阿丽亚娜5号相同，该构型也可以满足同时发射两颗同步轨道卫星的需求。

阿丽亚娜6号运载火箭包含三个主要的结构和推进剂储罐部件。

### 下部液体推进剂模块
阿丽亚娜6号运载火箭的第一级被称为下部液体推进剂模块（：Lower Liquid Propulsion Module, LLPM），以一具火神2.1发动机驱动，使用液氢/液氧作为推进剂。火神2.1发动机是一款基于阿丽亚娜5号所使用的火神2发动机的改进型，但制造成本更低。本模块直径为5.4米（18英尺），可容纳大约140吨（31万英磅）推进剂。

### 固体火箭助推器
第一级的额外推力将由两具或四具P120固体火箭助推器提供，在阿丽亚娜6号的语境中被称为配套固体火箭（：Equipped Solid Rockets, ESR）。每一具固体火箭装有约142吨的推进剂，可以提供约4,500 kN（460,000 kgf）的推力。P120改进自织女星C小型卫星发射载具的第一级，基于同一种发动机而增加产量的做法也降低了制造成本。
第一次配套固体火箭的全面测试于2018年7月16日在库鲁展开，测试结果成功达到了4,615 kN（470,600 kgf）的真空推力。

### 上部液体推进剂模块
阿丽亚娜6号的上面级被称为上部液体推进剂模块（：Upper Liquid Propulsion Module, ULPM）。该模块的直径与下部液体推进剂模块同为5.4米（18英尺），也同样使用液氢/液氧作为推进剂，搭配一具允许多次点火的胜利发动机产生180 kN（18,000 kgf）的推力。上部液体推进剂模块将携带大约31吨的推进剂。

## 历史
阿丽亚娜6号的设想最初于2010年代被作为阿丽亚娜5号的改进型所提出，在2012到2015年期间也产生了数个概念与进阶设计提案。2016年，来自欧洲数个政府的资金被投入研发工作，并签订了启动细节设计和建造测试装备的协议。2019年时确定首飞将于2020年进行。2020年5月，首飞推迟至2021年。2020年10月，ESA正式向赞助该项目的欧洲各国发出了额外2亿3千万欧元资金的请求，以完成火箭的研发与再次推迟至2022年第二季度的首飞。

### 概念与早期研发：2010–2015

阿丽亚娜6号“PPH”提案的剖面图

细节论证在2012年完成后，欧洲空间局在2013年7月宣布对用于阿丽亚娜6号火箭的“PPH”提案（第一级为三具P145火箭，第二句为一具P145火箭，与一个H32低温上面级）的选择。这一设计能满足将6.5吨（14300英磅）的载荷送入地球同步转移轨道，并将首飞计划于2021到2022年之间。截至2013年5月，研发预算设定为40亿欧元左右。根据2014年的一项研究，如果限制赞助商的数量在五个国家之内，研发预算则有可能降至30亿欧元。
一般情况下，阿丽亚娜5号运载火箭的发射载荷是由一颗大型卫星与一颗中型卫星搭配而成的，但为阿丽亚娜6号作出的PPH提案则是基于单颗卫星载荷的设想，而在2014年早期对单次发射成本作出的预计大约为9500万美元。SpaceX的猎鹰9号和中国的长征三号乙运载火箭的载荷能力更小，但成本也更低，2014年早期作出的预估各为约5700万美元和7200万美元，这也直接让猎鹰9号在中型卫星发射上成为了阿丽亚娜5号有力的竞争对手。对于轻型电力驱动卫星，阿丽亚娜空间计划使用具有多次点火能力的胜利发动机与猎鹰9号相竞争，将卫星送入离目标工作轨道更加接近的轨道，从而使向地球同步轨道转移的时间节省数月。

#### 阿丽亚娜6.1与6.2构型提案
2014年6月，空中客车与赛峰集团突然对外发布了一个针对阿丽亚娜6号设计的竞争方案，欧空局对此感到惊讶：组建一个50/50的合资企业来进行火箭研发，并且涉及买断法国政府所属的法国国家空间研究中心在阿丽亚娜空间的股份。
这一提议中描述的发射系统将包括两种构型：6.1与6.2构型。它们同样使用以火神2号发动机驱动的低温芯级与两具P145固体火箭，其中6.1构型将使用一具以胜利发动机驱动的低温上面级，能将8.5吨（18700英磅）载荷送入地球同步转移轨道；而6.2构型将使用成本更低的、使用热潮发动机（Aestus）的自燃推进剂上面级。阿丽亚娜6.1构型将有能力一次发射两颗电驱卫星，而6.2构型将主要为政府载荷提供发射服务。
法国论坛报提出了两点质疑：第一，空中客车国防航天是否能兑现其在阿丽亚娜6号提案中对于成本金额的保证。第二，因空中客车与赛峰集团被发现对2002年阿丽亚娜5号517任务失利与2013年M51弹道导弹事故负有责任，他们的可靠程度也应被重新考虑。两家公司也因不愿承担研发风险与要求额外的启动资金（原计划23亿欧元，要求26亿欧元）而遭受诟病。而预计的发射成本：6.1构型的8500万欧元与6.2构型的6900万欧元相对于SpaceX的产品也并不理想。2014年7月7日，在日内瓦召开的欧盟部长级会议上，这些数字被认为过高而未能与制造商达成任何协议。

#### 阿丽亚娜62与64构型提案

阿丽亚娜62和64构型的初稿提案

在阿丽亚娜6号的PPH提案收到批评之后，法国于2014年9月揭晓了一个阿丽亚娜6号的修订版提案。这一设计将使用火神2号发动机驱动的低温芯级和胜利发动机驱动的上面级，但在固体火箭助推器的数量上作出不同设置。捆绑两具P120助推器的构型将能以7500万欧元的价格将5吨（11000英磅）的载荷送入同步转移轨道，而捆绑四具P120的构型将可能将两颗总重11吨（24000英磅）的卫星以9000万欧元的费用送入同步转移轨道。
与PPH提案不同，这一提案在满足了多种发射配置的同时，也使阿丽亚娜6号具有与阿丽亚娜5号相同的一箭双星的运载能力。提案也包括了工业与机构设置的简化方案，还有一种为芯级设计的推力更强大也更经济的新版火神2发动机。尽管阿丽亚娜6号预计将有“更低的量产成本”，但同时也预计会有“更高的研发成本，原因是需要为阿丽亚娜6号单独设计一款全新的发射平台”。
意大利、法国和德国航天部门领导人于2014年9月23日举行会议，旨在进行战略规划和评估关于阿丽亚娜5号后继型号的投资协议上的可能性。2014年12月，欧洲空间局选定了阿丽亚娜62与64构型为研发与投资的方向。

### 试验载具研发：2016-2021
2015年11月，一套阿丽亚娜62与64构型的更新版设计发布，包括用于助推器的新整流锥设计、芯级直径增加到5.4米（18英尺）、高度降低到60米（200英尺）。基础设计在2016年1月被完善化，研发工作进入细节设计和生产阶段，同时第一笔订单也完成签订。与阿丽亚娜先前型号在转运至发射台前采用垂直总装与燃料加注的方式不同，阿丽亚娜6号的芯级将在新建于法国莱米罗的总装车间以水平方式进行总装和燃料加注作业，再转运至法属圭亚那进行起竖与助推器和载荷的安装工作。这种旨在将生产成本降低一半的水平总装方式，是从俄罗斯的联盟与质子运载火箭得到的启发，而同样的做法也被用于当时的德尔塔4号与猎鹰9号的助推器安装工作。
工业生产流程进行了彻底的翻新，使得欧洲境内的数个生产设施可以月为单位保持协调，以加倍阿丽亚娜5号的年度生产能力，使得每年进行12次发射成为可能。为了进一步降低成本，用于阿丽亚娜6号的发动机将使用3D打印技术制造零件。阿丽亚娜6号也将是首款使用由奥地利克恩顿研究中心开发的激光点火系统的重型火箭，该系统先前用于汽车和涡轮发动机。相较于电力点火系统，固态激光的优势在于对燃烧室内等离子体的位置上具有更好的灵活度，提供更高的脉冲能量，并且对燃料-空气混合比有更宽的承受范围。
新载具制造带来的工业重组诞生了空中客车赛峰发射公司（ASL），也让法国政府启动了对于税务，以及作为卫星制造商的空客国防航天若从ASL购买发射是否会产生利益冲突相关的调查。
虽然大部分的开发工作最初计划在2019年之内完成，并于2020年完成首飞，但是首飞时间随后被推迟到2021年，又再次被推迟到2022年第二季度。

#### 其他研发候选
法国国家空间研究中心（CNES）于曾于2010年为阿丽亚娜6号启动了一项关于可重复使用的一级火箭备选方案。与2016年的设计方案不同，这一设计使用液氧和甲烷作为推进剂。甲烷芯级可以使用一个或多个发动机，以期仅用两具助推器就能达到亚丽安娜64构型的运载能力。截至2015年1月，整级复用的经济可行性仍有疑问。同时，CNES与俄罗斯在2000年左右进行的液体返回式液体助推器研究表明，重复使用第一级在经济上不具有可行性，每年新造十枚火箭的价格要比重复使用带来的回收、翻新、折损的开销更加经济可行。也有建议提出，根据阿丽亚娜空间作出的每年12次发射得计划，如果重复使用一台发动机，那么将无法支撑一条可持续的发动机制造供应链。
2015年6月，空客国防航天宣布这款名为“阿德琳”的部分复用芯级火箭的开发将在2025年至2030年之间投入使用，它将开发为阿丽亚娜6号第一级的后继版本。相对于开发一种类似SpaceX将第一级完全重复使用的方式，空客提案的系统将仅仅使用带有尾翼的装置，用以回收火箭尾部价值较高的部分。
2016年8月，空客赛峰发射公司在阿丽亚娜6号的未来研发方案一事上释放了更多细节。首席执行官阿兰·查默（Alan Charmeau）透露，空客赛峰目前有两个主攻方向：第一，基于内部支出继续阿德琳引擎和航空电子模块的研发工作；第二，开展下一代发动机“普罗米修斯”的研发工作。这款发动机将具有与火神2号发动机相近的推力，但使用甲烷代替液氢作为燃料。对于“普罗米修斯发动机（开发工作依然处于最初几个月）是否可以在阿丽亚娜6号上作为火神2号的替代品使用，或者是否与可重复使用的阿德琳芯级有关”，查默没有做出评论，只透露“我们非常谨慎，我们宁愿等到一切尘埃落定再行宣布……但可以肯定的是该发动机有可能在未来成为阿丽亚娜6号第一级的合适选择”。而关于普罗米修斯是作为一次性的，还是可重复使用的发动机，还要等到2025年-2030年间才能做出决定。
2017年，普罗米修斯发动机项目披露了更多细节：旨在将单台发动机的成本从火神2号的1000万欧元降至100万欧元，并允许发动机最多重复使用5次。据说，发动机的研发工作是更加长远考虑的一部分——代号为阿丽亚娜NEXT——以将阿丽亚娜的发射成本降低2倍，大大超越阿丽亚娜6号所带来的优势。阿丽亚娜NEXT计划也包括一款可重复使用的探空火箭卡里斯托，来测试不同燃料在新发动机设计中展现的性能。

## 生产
在一次2019年1月的采访中，阿丽亚娜空间CEO斯特凡·以色列（Stéphane Israël）说，公司依然需要4笔来自机构的阿丽亚娜6号发射订单用以签订生产协议。在2020至2023年向阿丽亚娜6号逐渐过渡的期间将需要这些发射订单，并需要欧洲境内机构成为发射订单的主要客户。作为回应，欧空局代表称该机构正努力将计划于2022年发射的木星冰卫星探测器任务的发射载具从阿丽亚娜5号转变至阿丽亚娜6号（64构型），这进一步表明欧洲还有其他机构客户必须在该项目上占据主导地位，例如欧洲气象卫星开发组织或欧洲委员会。
截至2019年1月，阿丽亚娜空间已经售出3次阿丽亚娜6号的飞行任务。一个月之后，与OneWeb合作的卫星互联网星座发射合同也被作为阿丽亚娜6号的首飞载荷签订，帮助他们填充包括600颗卫星组成的大型星座。
2019年5月6日，阿里亚娜空间下达了阿丽亚娜6号火箭第一批14枚的订单，用以满足在2021至2023年之间的发射需求。

## 研发资金
阿丽亚娜6号是以公私合资的方式进行研发的，资金主要部分——28.15亿欧元——来源于数个欧空局机构，其余的4亿欧元则根据报道来源于“行业份额”
欧空局理事会于2016年11月3日完成对该项目的批准，而欧空局工业政策委员会则于2016年11月8日对外放出了资金需求。
2020年1月，欧洲投资银行与欧洲议会合作，向阿丽亚娜空间提供了一笔1亿欧元的贷款。阿丽亚娜6号项目的成功执行将是这笔10年期贷款能否付清的关键。

## 发射订单与计划
阿丽亚娜6号的第一笔订单于2015年6月25日签署：一份包括OneWeb卫星星座名下三次发射的期权合约。OneWeb在2020年3月27日提交了破产申请并解雇了大部分员工。自2020年，伽利略卫星发射任务也将由阿丽亚娜6号承担。2018年9月11日，阿丽亚娜空间宣布确认了一笔来自Eutelsat为期数年、包括五颗商业卫星的合同。另外法国CNES也将其三颗间谍卫星之一的发射从联盟号火箭转移至阿丽亚娜6号。
| 时间（UTC）  | 构型/编号  | 载荷               | 轨道             | 客户                 | 发射状态 |
| ------------ | ---------- | ------------------ | ---------------- | -------------------- | -------- |
| 2024年7月9日 | A62        | 多载荷拼车发射     | 近地轨道         |                      | 成功     |
| 2025年3月6日 | A62        | CSO-3              | 太阳同步轨道     | 法国陆军             | 成功     |
| 待定         | A62        | Galileo FOC 25, 26 | 中地球轨道       | 欧洲空间局           | 计划     |
| 待定         | A64        | Hotbird 13F, 13G   | 地球同步转移轨道 | 欧洲通讯公司         | 计划     |
| 待定         | A64        | ALINA              | 地月转移轨道切入 | 行星运输系统有限公司 | 计划     |
| 待定         | A64        | ViaSat-3 EMEA      | 地球同步转移轨道 | ViaSat               | 计划     |
| 待定         | A64        | GO-1               | 地球同步轨道     | 欧洲空间局           | 计划     |
| 待定         | 构型未确定 | ESPRIT             | 地月转移轨道切入 | 欧洲空间局           | 计划     |

## 引用
1. ↑   (新闻稿). ESA. 2014-11-27  [2016-03-24]. （原始内容存档于2016-04-04）.
2. ↑  Rich, Smith. . The Motley Fool.   [2020-05-12]. （原始内容存档于2020-11-18）.
3. ↑  Gallois, Dominique.  [Ariane 6, a European site to remain in the space race]. Le Monde. 2014-12-01  [2015-02-18]. （原始内容存档于2015-02-22） （法语）.
4. 1 2 3 4 5 6 7  Lagier, Roland.  (PDF). Arianespace. March 2018  [2018-05-27]. （原始内容存档 (PDF)于2020-11-11）.
5. 1 2  Rainbow, Jason. . SpaceNews. 2022-06-13  [2022-06-15]. （原始内容存档于2023-01-16）.
6. 1 2  Peter B. De Selding. . SpaceNews. 2014-12-02  [2014-12-03].
7. 1 2  Michel Cabirol. . La Tribune. 2014-07-07  [2014-08-05]. （原始内容存档于2020-09-17） （法语）.
8. 1 2  . SpaceNews. 2020-05-20  [2020-05-20]. （原始内容存档于2024-07-11）.
9. 1 2 3
10. ↑  . European Space Agency. 2022-10-17  [2022-10-17]. （原始内容存档于2022-10-20）.
11. ↑  . www.bbc.com.   [2024-08-10] （英国英语）.
12. ↑  Clark, Stephen. . Ars Technica. 2024-07-10  [2024-08-10] （美国英语）.
13. 1 2  Amos, Jonathan. . BBC. 2014-12-03  [2015-06-25]. （原始内容存档于2015-07-15）.
14. ↑  . ArianeGroup.   [2017-07-01]. （原始内容存档于2021-02-13）.
15. 1 2 3   (PDF). Arianespace. May 2016  [2017-02-14]. （原始内容存档 (PDF)于2017-02-14）.
16. ↑  . ESA. 2017-01-23  [2017-02-14]. （原始内容存档于2017-02-14）.
17. 1 2  . CNES. 2014-12-02  [2017-02-14]. （原始内容存档于2017-02-14）.
18. ↑  . SpaceDaily. 2018-07-10  [2019-03-11]. （原始内容存档于2021-02-01）.
19. ↑  . Ariane Group. 2018-07-16  [2018-07-16]. （原始内容存档于2020-07-26）.
20. ↑  Bergin, Chris. . NASASpaceFlight. 2018-07-16  [2018-07-16]. （原始内容存档于2021-01-28）.
21. ↑  . Arianespace.   [2019-08-20]. （原始内容存档于2020-07-28）.
22. ↑  Stephen Clark. . Spaceflight Now. 2012-11-21  [2012-11-22]. （原始内容存档于2012-11-27）.
23. ↑  https://www.researchgate.net/publication/273068431_Ariane_6_PPH_Architecture_Critical_Analysis_Second_Iteration_Loop
24. ↑  Feldman, Mia. . IEEE Spectrum. 2013-07-11  [2017-01-31]. （原始内容存档于2021-01-28）.
25. ↑  Amos, Jonathan. . BBC News. 2017-06-22  [2021-01-22]. （原始内容存档于2018-03-22）.
26. ↑  de Selding, Peter B. . Space News. 2013-05-24  [2013-05-25]. （原始内容存档于2024-07-10）. Ariane 6 would fly in 2020 assuming a development go-ahead in 2014. CNES's Ariane 6 team is operating under the "triple-seven" mantra, meaning seven years' development, 7 metric tons of satellite payload to geostationary transfer orbit and 70 million euros in launch costs. CNES estimates that Ariane 6 would cost 4 billion euros to develop, including ESA's customary program management fees and a 20% margin that ESA embeds in most of its programs.
27. ↑  Peter B. De Selding. . SpaceNews. 2014-03-18  [2014-03-23]. （原始内容存档于2024-07-10）.
28. 1 2 3  Svitak, Amy. . Aviation Week. 2014-03-10  [2014-03-11]. （原始内容存档于2014-03-10）. As SpaceX and other launch contenders enter the sector – including new rockets in India, China and Russia – Europe is also investing in a midlife upgrade of Ariane 5, the Ariane 5 ME (Midterm Evolution), which aims to boost performance 20% with no corresponding increase in cost. At the same time, Europe is considering funding a smaller, less capable but more affordable successor to the heavy-lift launcher, the Ariane 6, which would send up to 6,500（14,300磅） to GTO for around US$95 million per launch.
29. ↑  de Selding, Peter. . SpaceNews. 2014-06-20  [2015-06-06]. European space-hardware builders Airbus and Safran have proposed that the French and European space agencies scrap much of their previous 18 months' work on a next-generation Ariane 6 rocket in favour of a design that includes much more liquid propulsion.[]
30. ↑  Amos, Jonathan. . BBC. 2014-07-05  [2015-06-06]. （原始内容存档于2021-01-28）.
31. ↑  . Safran Group. 2014-06-16  [2015-06-06]. （原始内容存档于2020-11-28）.
32. ↑  Cabirol, Michel.  [Ariane 6 privatized: how Airbus and Safran negotiate the "heist of the century"]. La Tribune. 2014-07-07  [2014-08-05]. （原始内容存档于2021-02-01） （法语）.
33. ↑  Cyrille Vanlerberghe. . Le Figaro. 2014-07-08  [2014-08-05]. （原始内容存档于2014-08-11） （法语）.
34. 1 2  . EXPATICA. 2014-09-18  [2014-09-18].
35. 1 2  Cyrille Vanlerberghe. . Le Figaro. 2014-09-05  [2014-09-18]. （原始内容存档于2020-11-11） （法语）.
36. ↑  de Selding, Peter B. . SpaceNews. 2014-09-24  [2014-09-26]. （原始内容存档于2024-07-10）.
37. ↑  . SpaceNews. 2014-09-22  [2015-06-06]. （原始内容存档于2024-07-10）. The space ministers of France, Germany and Italy are scheduled to meet on September 23 in Zurich to assess how far they are from agreement on strategy and funding for Europe's next-generation Ariane rocket, upgrades to the light-lift Vega vehicle and — as a lower priority — their continued participation in the international space station. The meeting should give these governments a better sense of whether a formal conference of European Space Agency ministers scheduled for December 2 in Luxembourg will be able to make firm decisions, or will be limited to expressions of goodwill.
38. ↑  Wolny, Marcin. . Tech for Space. 2016-01-10  [2016-01-30]. （原始内容存档于2016-03-17）.
39. ↑  . Space Daily. 2016-01-28  [2016-01-30]. （原始内容存档于2021-02-01）.
40. ↑  Amos, Jonathan. . BBC News. 2016-01-28  [2016-01-30]. （原始内容存档于2021-01-28）.
41. 1 2  de Selding, Peter B. . SpaceNews. 2016-04-07  [2016-11-03]. （原始内容存档于2024-07-10）.
42. ↑  Clark, Stephen. . Spaceflight Now. 2015-06-24  [2021-01-22]. （原始内容存档于2020-11-08）. Officials said the preliminary plan calls for the Ariane 6 rocket to be integrated horizontally, a practice long used for Russian launchers and more recently adopted by United Launch Alliance's Delta 4 rocket family and SpaceX's Falcon 9 rocket.
43. ↑  Clark, Stephen. . Spaceflight Now. 2015-12-16  [2021-01-22]. （原始内容存档于2021-12-25）. When it comes to Ariane 64, we are at around US$90 to US$100 million, as opposed to Ariane 5, which is in terms of cost, around US$200 million. You see with the effort we're making, we want to reduce the cost around 40/50%, which is very ambitious.
44. 1 2  Amos, Jonathan. . BBC News. 2016-04-07  [2016-04-07]. （原始内容存档于2020-11-08）.
45. ↑  Clark, Stephen. . spaceflightnow.com. 2016-08-13  [2019-03-11]. （原始内容存档于2016-08-13）.
46. ↑  Peach, Matthew. . optics.org. SPIE Europe. 2015-11-06  [2019-03-11]. （原始内容存档于2021-02-07）.
47. ↑  Henry, Caleb. . SpaceNews. 2020-07-09  [2020-07-10]. （原始内容存档于2024-07-10）.
48. 1 2  Amos, Jonathan. . BBC News. 2015-06-05  [2015-06-25]. （原始内容存档于2022-01-11）.
49. ↑   [A reusable version of Ariane 6 is under study]. Futura-Sciences. 2015-01-09  [2015-06-07]. （原始内容存档于2016-08-30） （法语）.
50. ↑  Clark, Stephen. . Spaceflight Now. 2016-08-13  [2016-08-13]. （原始内容存档于2016-08-13）.
51. ↑  . Ariane Group.   [2019-03-11]. （原始内容存档于2020-07-26）.
52. ↑  Meddah, Hassan.  [If you liked Ariane 6, you will love Ariane Next]. L'Usine nouvelle. 2017-02-07  [2019-03-11]. （原始内容存档于2017-12-23） （法语）.
53. ↑   (PDF). CNESmag. No. 68 (CNES). May 2016: 10  [2021-01-22]. （原始内容存档 (PDF)于2017-12-01） （法语）.
54. ↑  Henry, Caleb. . SpaceNews. 2019-01-08  [2019-01-26]. （原始内容存档于2024-07-10）.
55. ↑  Henry, Caleb. . SpaceNews. 2019-02-27  [2019-02-28]. （原始内容存档于2024-07-10）.
56. ↑  Jeff Foust [@jeff_foust].  (推文). 2019-05-07  [2019-05-07] –Twitter.
57. ↑  de Selding, Peter B. . SpaceNews. 2015-04-03  [2015-04-08].
58. ↑  de Selding, Peter B. . SpaceNews. 2016-11-04  [2016-11-04]. （原始内容存档于2024-07-10）.
59. ↑  Amos, Jonathan. . BBC News. 2016-11-09  [2019-03-11]. （原始内容存档于2021-01-28）.
60. ↑  Forrester, Chris. . 2020-01-23  [2020-01-23]. （原始内容存档于2021-01-28）.
61. ↑  . Space Digest. 2015-06-25  [2015-06-25]. （原始内容存档于2015-06-26）. In a press-release, Arianespace detailed that the contract foresees 21 Soyuz launches, plus an option for 5 additional Soyuz and three Ariane 6 missions... Stéphane Israël, Chairman and CEO of Arianespace, noted that this was the first order for new European Ariane 6 launcher.
62. 1 2  Clark, Stephen. . Spaceflight Now. 2018-09-11  [2018-09-12]. （原始内容存档于2019-09-25）.
63. ↑  Adrian Beil. . NASASpaceflight.com. 2024-07-09  [2024-07-19]. （原始内容存档于2024-07-10）.
64. ↑  Aaron McCrea. . NASASpaceflight.com. 2025-03-04  [2025-03-07].
65. ↑  Krebs, Gunter. . Gunter's Space Page.   [2019-09-24]. （原始内容存档于2020-10-29）.
66. ↑  Zeringue, Maddy.  (新闻稿). PTScientists. 2018  [2019-08-27]. （原始内容存档于2019-03-23）.
67. ↑  Henry, Caleb. . SpaceNews. 2019-06-19  [2019-09-22].
68. ↑  Krebs, Gunter. . Gunter's Space Page.   [2019-09-22]. （原始内容存档于2022-05-06）.